# Maria Emma Piotrowska
Joanna Maria Emma Piotrowska (ur. 1901, zm. 1994) – polska duchowna Kościoła Starokatolickiego Mariawitów, następnie Kościoła Katolickiego Mariawitów, biskup pomocniczy.
Po wprowadzeniu kapłaństwa kobiet przez zwierzchnika Starokatolickiego Kościoła Mariawitów bp. Jana Marię Michała Kowalskiego, była w grupie 12 pierwszych sióstr zakonnych wyświęconych na kapłanów w dniu 28 marca 1929. Te same 12 kapłanek zostało następnie podniesionych do godności biskupów-kobiecych Kościoła. Konsekracja Joanny Marii Emmy Piotrowskiej i 8 innych kapłanek miała miejsce 4 czerwca 1929 między innymi przy współudziale Marii Izabeli Wiłuckiej-Kowalskiej i asystacji bp. Stanisławy Marii Dilekty Rasztawickiej, bp. Marii Celestyny Kraszewskiej, abp. Jana Marii Michała Kowalskiego, bp. Marii Filipa Feldmana, bp. Marii Jakuba Próchniewskiego oraz bp. Marii Bartłomieja Przysieckiego. Po rozłamie w Kościele Starokatolickim Mariawitów wraz z częścią sióstr ze Zgromadzenia Sióstr Mariawitek przeszła do utworzonego przez bp. Jana Marię Michała Kowalskiego Kościoła Katolickiego Mariawitów. Po II wojnie światowej i śmierci arcykapłanki Marii Izabeli Wiłuckiej-Kowalskiej, była jedną z 8 żyjących biskupek Kościoła.